# فرانك باتريك (لاعب كرة قدم أمريكية أمريكي)
فرانك باتريك (بالإنجليزية: Frank Patrick)‏ هو لاعب كرة قدم أمريكية أمريكي، ولد في 11 مارس 1947 في ديري في الولايات المتحدة.

## وصلات خارجية
- فرانك باتريك على موقع مرجع كرة القدم المحترفة.كوم (الإنجليزية)